# نانسي هوران
نانسي هوران (بالإنجليزية: Nancy Horan)‏ (1950)؛ روائية أمريكية.